# Dave Gnaase
Dave Gnaase (* 14. Dezember 1996 in Schwäbisch Gmünd) ist ein deutscher Fußballspieler. Er steht seit Juli 2025 bei Polonia Warschau unter Vertrag.

## Karriere
Gnaase spielte in der Jugend zuerst bei der SG Bettringen, ehe er 2010 zum 1. FC Heidenheim wechselte. Ab 2015 spielte er dort im Seniorenbereich. 2016 wurde er in der Rückrunde an die SpVgg Neckarelz ausgeliehen. Sein Debüt in der 2. Bundesliga gab er am 22. Oktober 2016, als er in der 72. Minute für John Verhoek eingewechselt wurde. Das Spiel endete 0:0. Im Sommer 2018 wechselte er zum Drittligisten Würzburger Kickers. Am 27. Januar 2019 erzielte Gnaase für die Würzburger in der Drittligapartie gegen den KFC Uerdingen einen Treffer sowie eine Torvorlage. Mit den Kickers stieg er 2019/20 in die 2. Bundesliga auf.
Anfang September 2020 schloss Gnaase sich dem Drittligisten KFC Uerdingen 05 an. Im Mai 2021 wechselte er zum 1. FC Saarbrücken. Sein erstes Spiel für die Saarländer absolvierte Gnaase am 1. Spieltag der Saison 2021/22, ab der Rückrunde hatte er einen Stammplatz inne, den er auch in der Folgesaison verteidigte. Nach Auslaufen seines Vertrages wechselte er zur Saison 2023/24 zum Zweitliga-Aufsteiger VfL Osnabrück. Er etablierte sich bei seinem neuen Verein ebenfalls als Stammspieler und absolvierte 32 Pflichtspiele in der Saison. Zum Saisonende 2023/24 stieg Gnaase mit Osnabrück in die 3. Liga ab.
Im Juli 2025 wechselte Gnaase zum Verein Polonia Warschau.

## Erfolge
Würzburger Kickers
- Vizemeister der 3. Liga und Aufstieg in die 2. Bundesliga: 2020